# Mariathal (Gemeinde Hollabrunn)
Mariathal ist ein Dorf in Niederösterreich und eine Ortschaft sowie Katastralgemeinde der Stadtgemeinde Hollabrunn im gleichnamigen Bezirk Hollabrunn. Bis Ende 1968 war Mariathal eine eigenständige Gemeinde.

## Etymologie
Der Ortsname Mariathal hat keinen Bezug zur Gottesmutter, sondern leitet sich vom mittelhochdeutschen „march“ = Grenze ab, der Ort wurde also in einem Grenzgraben begründet.

## Geographie
Das Dorf liegt östlich der Stadt Hollabrunn. Nachbarorte von Mariathal in der Stadtgemeinde Hollabrunn sind Hollabrunn und Wieselsfeld.
|            | Wieselsfeld                                 |        |
| Hollabrunn | Kompassrose, die auf Nachbargemeinden zeigt |        |
|            | Magersdorf                                  | Porrau |

## Geschichte
Pilgrim der Frauendorfer verkaufte 1350 mit Erlaubnis seines herzoglichen Lehensherrn dem Georg Floyt in Steinabrunn Gülten und im Jahr 1355 Lehen zu Mariathal. Im Jahr 1431 ist Wolfgang Floyt selbst Lehensnehmer. Um 1570 kam der Ort durch Tausch an die Herren von Teufel zu Guntersdorf. Später erscheint der Ort unter dem Gute Leitzersbrunn, das 1656 hier sieben verödete Häuser vermerkt.
Im Jahr 1703 werden die Untertanen als sehr arm geschildert, da man dort die Landeslehen nicht einheben konnte. Im Jahr 1711 erwirbt Graf Althan Graf Karl Schönborn mit dem Gut Leitzersbrunn den Ort.
Der Name Mariathal wird 1768 das erste Mal urkundlich erwähnt, davor wird der Ort Marichthal genannt.
Im Jahr 1867 wird der Ort von der Gemeinde Hollabrunn an die Gemeinde Suttenbrunn zugewiesen.
Die Kapelle, 1867 errichtet, beherbergt eine barocke Schnitzgruppe „Anna, Maria das Lesen lehrend“ aus der zweiten Hälfte des 18. Jahrhunderts.
Laut Adressbuch von Österreich waren im Jahr 1938 in der Ortsgemeinde Mariathal ein Branntweinhändler, ein Dachdecker, ein Gastwirt, zwei Gemischtwarenhändler, ein Schneider und eine Schneiderin ansässig.
Die Eingemeindung von Mariathal nach Hollabrunn erfolgte am 1. Jänner 1969.

## Politik

### Bürgermeister der ehemaligen Gemeinde Mariathal
- 1958–1968 Georg Mattes

### Ortsvorsteher der Katastralgemeinde Mariathal
- 1969–1975 Georg Mattes
- 1975–1998 Karl Lintner
- seit 1998 Franz Pfeiffer

## Sehenswertes
- Ortskapelle Mariathal

## Persönlichkeiten
- Heribert Potuznik (1910–1984), Maler, lebte und arbeitete im Ort